# Kuortane Games 2020
Die 81. Kuortane Games waren eine Leichtathletik-Veranstaltung, die am 1. August 2020 im Kuortaneen keskusurheilukenttä im westfinnischen Kuortane stattfand. Die Veranstaltung war Teil der World Athletics Continental Tour und zählte zu den Bronze-Meetings, der dritthöchsten Kategorie dieser Leichtathletik-Serie.

## Resultate

### Männer

#### 100 m
| Platz | Athlet               | Land | Zeit (s) |
| ----- | -------------------- | ---- | -------- |
| 1     | Samuli Samuelsson    | FIN  | 10,30    |
| 2     | Matias Hove Johansen | NOR  | 10,43 PB |
| 3     | Even Meinseth        | NOR  | 10,49 PB |
| 4     | Tuukka Huuskola      | FIN  | 10,59    |
| 5     | Oskari Lehtonen      | FIN  | 10,62 SB |
| 6     | Øyvind Kjerperset    | NOR  | 10,69 SB |
| 7     | Aleksi Lehto         | FIN  | 10,71    |
| 8     | Samuel Purola        | FIN  | 10,76    |

Wind: +1,7 m/s

#### 1500 m
| Platz | Athlet                   | Land | Zeit (min) |
| ----- | ------------------------ | ---- | ---------- |
| 1     | Ismael Debjani           | BEL  | 3:38,57    |
| 2     | Topi Raitanen            | FIN  | 3:38,88 PB |
| 3     | Mats Hauge               | NOR  | 3:40,01 PB |
| 4     | Joonas Rinne             | FIN  | 3:40,47 PB |
| 5     | Kristian Uldbjerg Hansen | DEN  | 3:40,69 PB |
| 6     | Mikael Johnsen           | DEN  | 3:41,46 PB |
| 7     | Yassin Bouih             | ITA  | 3:41,65    |
| 8     | Moa Bollerød             | NOR  | 3:41,90 PB |
| 9     | Samu Mikkonenp           | FIN  | 3:45,36    |
| 10    | Konsta Hämäläinen        | FIN  | 3:45,40 PB |
| 11    | Eemil Helander           | FIN  | 3:46,08 PB |
| 12    | Eero Saleva              | FIN  | 3:46,09 PB |
| 13    | Niklas Heikkilä          | FIN  | 3:47,44 PB |
| 14    | Valentijn Weinans        | NED  | 3:49,20    |
| 15    | Otto Kaario              | FIN  | 3:49,73 PB |
| 16    | Wilho Hautala            | FIN  | 3:50,15 PB |
| 17    | Samuli Hussa             | FIN  | 3:55,70    |

#### 110 m Hürden
| Platz | Athlet             | Land | Zeit (s) |
| ----- | ------------------ | ---- | -------- |
| 1     | Vladimir Vukicevic | NOR  | 13,80 SB |
| 2     | Elmo Lakka         | FIN  | 13,84    |
| 3     | Ilari Manninen     | FIN  | 14,03 SB |
| 4     | Koen Smet          | NED  | 14,08    |
| 5     | Johannes Treiel    | EST  | 14,37    |
| 6     | Pyry Santahuhta    | FIN  | 14,58    |
| 7     | Eelis Hirvinen     | FIN  | 15,33    |

#### Stabhochsprung
| Platz | Athletin              | Land | Höhe (m) |
| ----- | --------------------- | ---- | -------- |
| 1     | Mikko Paavola         | FIN  | 5,35 SB  |
| 2     | Jere Keskinen         | FIN  | 5,05     |
| 3     | Juho Alasaari         | FIN  | 5,05     |
| 3     | Johan-Antti Kivilahti | FIN  | 5,05 PB  |
| 5     | Iiro Suutarinen       | FIN  | 4,70     |
| 6     | Anton Kunnas          | FIN  | 4,70 SB  |
| 7     | Joonatan Kemppainen   | FIN  | 4,50     |

#### Weitsprung
| Platz | Athletin        | Land | Weite (m) |
| ----- | --------------- | ---- | --------- |
| 1     | Simo Lipsanen   | FIN  | 7,66 PB   |
| 2     | Otto Pulkkinen  | FIN  | 7,45      |
| 3     | Roni Ollikainen | FIN  | 7,43      |
| 4     | Ingar Kiplesund | NOR  | 7,43      |
| 5     | Topias Koukkula | FIN  | 7,41      |
| 6     | Jimi Nukala     | FIN  | 7,03      |
| 7     | Janne Etelämäki | FIN  | 6,95      |

#### Diskuswurf
| Platz | Athlet                | Land | Weite (m) |
| ----- | --------------------- | ---- | --------- |
| 1     | Daniel Ståhl          | SWE  | 68,48     |
| 2     | Simon Petersson       | SWE  | 66,11     |
| 3     | Sven Martin Skagestad | NOR  | 58,96     |
| 4     | Frantz Kruger         | FIN  | 58,28 SB  |
| 5     | Oskari Perälampi      | FIN  | 55,30     |
| 6     | Ville Kivioja         | FIN  | 53,83     |
| 7     | Pyry Niskala          | FIN  | 52,90     |
| 8     | Raine Munukka         | FIN  | 51,24     |

#### Speerwurf
| Platz | Athlet          | Land | Weite (m) |
| ----- | --------------- | ---- | --------- |
| 1     | Johannes Vetter | GER  | 86,94     |
| 2     | Kim Amb         | SWE  | 85,68     |
| 3     | Gatis Čakšs     | LAT  | 82,92     |
| 4     | Lassi Etelätalo | FIN  | 79,32 SB  |
| 5     | Toni Keränen    | FIN  | 76,74 SB  |
| 6     | Petr Frydrych   | CZE  | 75,97     |
| 7     | Jami Kinnunen   | FIN  | 75,04     |
| 8     | Teemu Narvi     | FIN  | 72,88     |
| 9     | Topias Laine    | FIN  | 71,63     |
| 10    | Toni Kuusela    | FIN  | 69,09     |
|       | Jarmo Marttila  | FIN  | NM        |

### Frauen

#### 200 m
| Platz | Athlet          | Land | Zeit (s) |
| ----- | --------------- | ---- | -------- |
| 1     | Lotta Kemppinen | FIN  | 23,82    |
| 2     | Alina Strömberg | FIN  | 24,13    |
| 3     | Mette Baas      | FIN  | 24,19 PB |
| 4     | Aino Pulkkinen  | FIN  | 25,04    |
| 5     | Maria Räsänen   | FIN  | 25,18    |
| 6     | Alisa Aalto     | FIN  | 25,21    |
| 7     | Anna Julin      | FIN  | 25,26    |
| 8     | Sofia Järvelin  | FIN  | 25,86    |

Wind: +0,1 m/s

#### 800 m
| Platz | Athlet           | Land | Zeit (min) |
| ----- | ---------------- | ---- | ---------- |
| 1     | Elise Vanderelst | BEL  | 2:02,65 PB |
| 2     | Noélie Yarigo    | BEN  | 2:02,67 SB |
| 3     | Sara Kuivisto    | FIN  | 2:02,92 SB |
| 4     | Ilona Mononen    | FIN  | 2:09,56    |
| 5     | Ronja Koskela    | FIN  | 2:10,00    |
| 6     | Heini Ikonen     | FIN  | 2:10,69    |
| 7     | Alisa Virtanen   | FIN  | 2:11,06 SB |
| 8     | Kaisa Honkaharju | FIN  | 2:11,63 PB |
| 9     | Siiri Rainio     | FIN  | 2:11,88    |

#### 100 m Hürden
| Platz | Athlet              | Land | Zeit (s) |
| ----- | ------------------- | ---- | -------- |
| 1     | Annimari Korte      | FIN  | 12,88    |
| 2     | Nooralotta Neziri   | FIN  | 12,96    |
| 3     | Lotta Harala        | FIN  | 13,17    |
| 4     | Reetta Hurske       | FIN  | 13,62    |
| 5     | Sonja Stång         | FIN  | 14,02    |
|       | Nora-Julia Isoluoma | FIN  | DSQ      |

Wind: 0,0 m/s

#### Hochsprung
| Platz | Athletin         | Land | Höhe (m) |
| ----- | ---------------- | ---- | -------- |
| 1     | Ella Junnila     | FIN  | 1,83     |
| 2     | Sini Lällä       | FIN  | 1,83     |
| 3     | Laura Rautanen   | FIN  | 1,80     |
| 4     | Linda Sandblom   | FIN  | 1,80     |
| 5     | Miia Lindholm    | FIN  | 1,75     |
| 6     | Gabriela Kosonen | FIN  | 1,70     |
| 7     | Emma Nyman       | FIN  | 1,70     |
| 7     | Elin Pajunen     | FIN  | 1,70     |

#### Stabhochsprung
| Platz | Athletin          | Land | Höhe (m) |
| ----- | ----------------- | ---- | -------- |
| 1     | Holly Bradshaw    | GBR  | 4,73     |
| 2     | Sophie Cook       | GBR  | 4,40 PB  |
| 3     | Elina Lampela     | FIN  | 4,30     |
| 4     | Essi Melender     | FIN  | 3,95 PB  |
| 5     | Henriikka Könönen | FIN  | 3,80 SB  |
| 6     | Minttu Koskiaho   | FIN  | 3,80 SB  |
| 7     | Tuuli Järvinen    | FIN  | 3,80     |
|       | Saga Andersson    | FIN  | NH       |

#### Weitsprung
| Platz | Athletin       | Land | Weite (m) |
| ----- | -------------- | ---- | --------- |
| 1     | Kreete Verlin  | EST  | 6,17      |
| 2     | Tähti Alver    | EST  | 6,16      |
| 3     | Taika Koilahti | FIN  | 6,15 SB   |
| 4     | Kira Kytölä    | FIN  | 6,12 SB   |
| 5     | Miia Sillman   | FIN  | 6,03      |
| 6     | Roosa Määttälä | FIN  | 5,92      |
| 7     | Nea Lento      | FIN  | 5,82      |
| 8     | Katja Kangas   | FIN  | 5,65      |

#### Speerwurf
| Platz | Athletin                | Land | Weite (m) |
| ----- | ----------------------- | ---- | --------- |
| 1     | Līna Mūze               | LAT  | 62,75     |
| 2     | Nikola Ogrodníková      | CZE  | 60,61     |
| 3     | Ásdís Hjálmsdóttir      | ISL  | 58,68     |
| 4     | Jenni Kangas            | FIN  | 57,52     |
| 5     | Julia Valtanen          | FIN  | 56,36     |
| 6     | Sanne Erkkola           | FIN  | 52,96     |
| 7     | Jatta-Mari Jääskeläinen | FIN  | 52,49     |
| 8     | Heidi Nokelainen        | FIN  | 49,82     |
| 9     | Sigrid Borge            | NOR  | 48,35     |